# Nicolò Gatto
Nicolò Gatto (Patti, 9 settembre 1785 – Patti, 31 dicembre 1831) è stato un vescovo cattolico italiano.

## Biografia
Nacque a Patti il 9 settembre 1785, figlio di Anselmo e Angela Bonsignore. Fu dottore in Sacra Teologia, Priore del Capitolo della Cattedrale, vescovo coadiutore di mons. Silvestro Todaro.
Fu eletto vescovo della diocesi di Patti il 15 novembre 1823.
Morì a Patti il 31 dicembre 1831.

## Genealogia episcopale
La genealogia episcopale è:
- Cardinale Scipione Rebiba
- Cardinale Giulio Antonio Santori
- Cardinale Girolamo Bernerio, O.P.
- Arcivescovo Galeazzo Sanvitale
- Cardinale Ludovico Ludovisi
- Cardinale Luigi Caetani
- Cardinale Ulderico Carpegna
- Cardinale Paluzzo Paluzzi Altieri degli Albertoni
- Papa Benedetto XIII
- Papa Benedetto XIV
- Papa Clemente XIII
- Cardinale Enrico Benedetto Stuart
- Cardinale Andrea Corsini
- Arcivescovo Gaetano Maria Garrasi, O.S.A.
- Vescovo Silvestro Todaro, O.F.M.Conv.
- Vescovo Nicolò Gatto